# Podlasie (Silec)
Podlasie (niem. Louisenhof) – część wsi Silec w Polsce, położona w województwie warmińsko-mazurskim, w powiecie kętrzyńskim, w gminie Srokowo. Wchodzi w skład sołectwa Silec.
W latach 1975–1998 Podlasie administracyjnie należało do województwa olsztyńskiego.

## Historia
Osada powstała w XIX w. jako przysiółek wsi Silec.
Właścicielem niewielkiego majątku o powierzchni 55 ha w roku 1913 był Rudolf Hähling.